# Хлебный переулок
Хле́бный переу́лок — переулок в Центральном административном округе города Москвы. Проходит от Мерзляковского до Скатертного переулка, лежит с внешней стороны от Никитского бульвара. Нумерация домов ведётся от Мерзляковского переулка.

## История
Территория за Никитскими и Арбатскими воротами Белого города начала заселяться в конце XV—начале XVI века.
Однако при Иване Грозном во второй половине XVI века эта территории вошла в опричнину и стала таким образом государевой собственностью, которой управлял земский двор. Исконное население было выселено без излишних церемоний.
От Никитских ворот шла Волоцкая (Новгородская) дорога на Волоколамск и далее на Новгород, от Арбатских — Смоленская дорога на Смоленск. Между этими дорогами находилась так называемая Поварская (Кормовая) слобода Земляного города, в которой жили повара, пекари, скатертники и другая обслуга царского двора. От неё остались названия переулков: Скатертного, Столового, Ножового, Хлебного, Поварской улицы.
В частности, хлебопёки государева хлебного двора располагались за ручьем Черторый (протекавшим параллельно нынешнему Мерзляковскому переулку). От него местность плавно поднималась к западу. Название Хлебный переулок (ранее —Хлебная улица) известно с XVIII века.
В связи с переносом столицы в Санкт-Петербург царские слободы пришли в упадок, и в XVIII веке на их месте в кварталах, прилегающих к Арбатским и Никитским воротам, стали селиться дворяне и купцы. При пожаре 1812 года деревянные строения кормовых слобод полностью выгорели. С XIX века Хлебный переулок застраивался сначала деревянными, а потом каменными особняками, в конце века — доходными домами высотой 5-6 этажей. Основная часть существующих ныне зданий построена в конце XIX — начале XX веков. Промышленных объектов в переулке не было.
После революции владельцы частных домов и квартир были «уплотнены», что привело к появлению многочисленных коммунальных квартир. После реконструкции 1990—2000-х годов часть зданий стала офисными, часть перепланирована и реконструирована. Благодаря расположению в центре Москвы и одновременно тишине старинных переулков эти места стали пользоваться высоким спросом. Цены на квартиры превышают 13 тыс. долларов за кв. м. общей площади (2009 г.).
В 1997 году переулок вошёл в заповедную территорию «Поварская — Большая Никитская», а большая часть зданий (в основном по чётной стороне) вошла в объединённую охранную зону памятников истории и культуры № 29.
В 2007 году введено одностороннее движение к Мерзляковскому переулку.

## Примечательные здания

### По нечётной стороне
- № 1 (№ 1 по Мерзляковскому переулку) — четырёхэтажный кирпичный угловой дом (1894 г.), архитектор Н. Д. Струков (1859—после 1926 года). В 1900—1904 годах проживал с семьёй композитор А. Н. Скрябин, здесь родились его дети Мария и Лев. Здесь же написаны около 20 крупных произведений композитора. У жившего в доме издателя В. А. Крандиевского часто бывал Сергей Есенин[3]. Ныне располагается ряд подразделений Института США и Канады, а также турфирмы и другие учреждения. В 2017—2021 гг. снесён до фасадной стены и вошел в комплекс ЖК «Театральный дом».
- № 3 — четырёхэтажный дом (1917 г.), со двора двухэтажная пристройка. Реконструирован в 1987 году[4], используется в качестве административного здания.

В XIX веке на этом месте был дом уроженца Зарайска Михаила Михаиловича Зайцевского (1815—1885), собравшего богатую коллекцию живописи, фарфора, украшений. В 1880—1890-х годах находились курсы пения Ф. П. Комиссаржевского.
Между домами 3 и 9, на месте бывшего Чашникова переулка, соединявшего Хлебный с Поварской улицей, расположена Средняя общеобразовательная школа № 91, одна из самых известных школ Москвы. Её адрес — Поварская улица, 14.
- № 9 — шестиэтажный жилой дом (1903), архитектор В. Г. Залесский (1847—после 1917). Реконструирован в 1990-е годы.

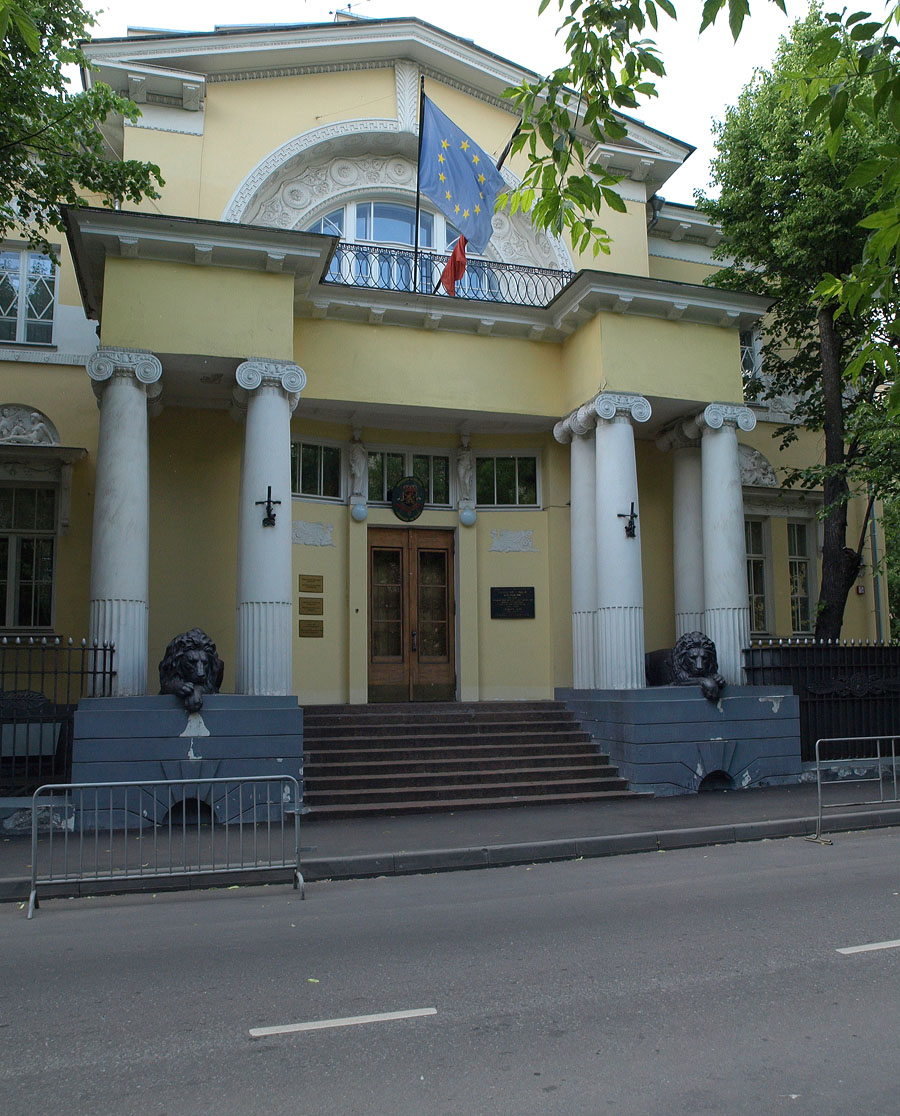
Городская усадьба В. Н. Грибова (№ 15)

- № 15 — Городская усадьба В. Н. Грибова (дом со львами).
- № 19 — Дом имеет несколько почтовых адресов: 19, 19-строение 1, 19а и 19б. Собственно дом № 19 — семиэтажный жилой дом, построенный в 1913 году и реконструированный под офисы. В 1919—1933 годах в этом доме жил известный врач-психиатр, исследователь патологий психики и гипноза П. Б. Ганнушкин (мемориальная доска, 1963, архитектор В. А. Свирский)[5].

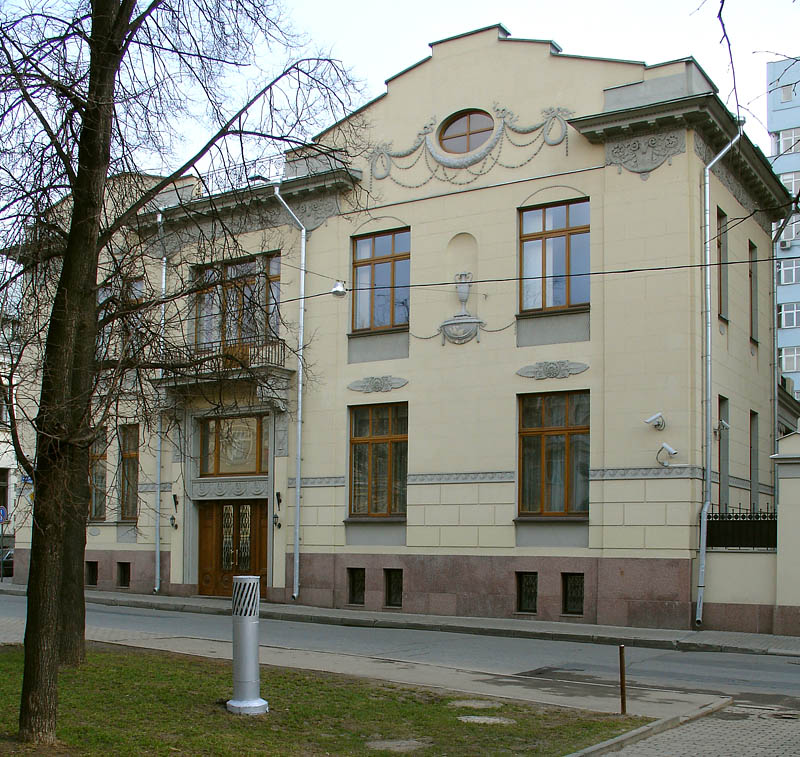
Особняк М. А. Тарасова (№ 21/4)

В 1918 году на 5 этаже дома находилась «конспиративная» квартира британского разведчика Р. Локкарта . Здесь же он был арестован в августе 1918 года.
№ 19а — 10-этажная гостиница, возведенная в 1996 году. Находятся офисы ряда зарубежных фирм.
- Дом № 21/4 также имеет несколько строений: 1, 2 и 3. Строение 1 на углу Малого Ржевского переулка — двухэтажный особняк М. А. Тарасова (1909—1910, архитекторы М. Ф. Гейслер, К. А. Грейнерт)[6]. Ныне в здании размещается посольство Пакистана.

Строение 3 — пятиэтажный дом с надстроенным мансардным этажом, выходящий также в Малый Ржевский переулок. В основном расположены офисы зарубежных фирм.
- № 23 — Доходный дом (1894, арх. Н. Д. Струков)
- Под № 27 в Хлебный переулок выходит ротонда и здание концертного зала Российской академии музыки им. Гнесиных (1958 г.). Большой концертный зал «Гнесинский на Поварской», рассчитанный на 320 мест, открыт после реконструкции в 1998 году. Перед ротондой — изящный памятник Елене Фабиановне Гнесиной (2004, скульпторы народный художник России Александр Николаевич Бурганов и его сын Игорь Александрович Бурганов).

Официальный адрес академии — Поварская улица, дом 30/36. Здание построено на месте разрушенной в 1936 году Церкви святых Бориса и Глеба (на Поварской), около здания академии 15 ноября 2007 года установлен памятный знак. Церкви принадлежали также участки в конце Хлебного переулка — сейчас на этом месте детский сад № 1003.
- № 31 — Дом-мастерская А. К. Боссе (1886, архитектор А. К. Боссе). Фасад с изразцовыми украшениями выполнен в 1886 году. В доме жила певица Евлалия Кадмина[7].

### По чётной стороне

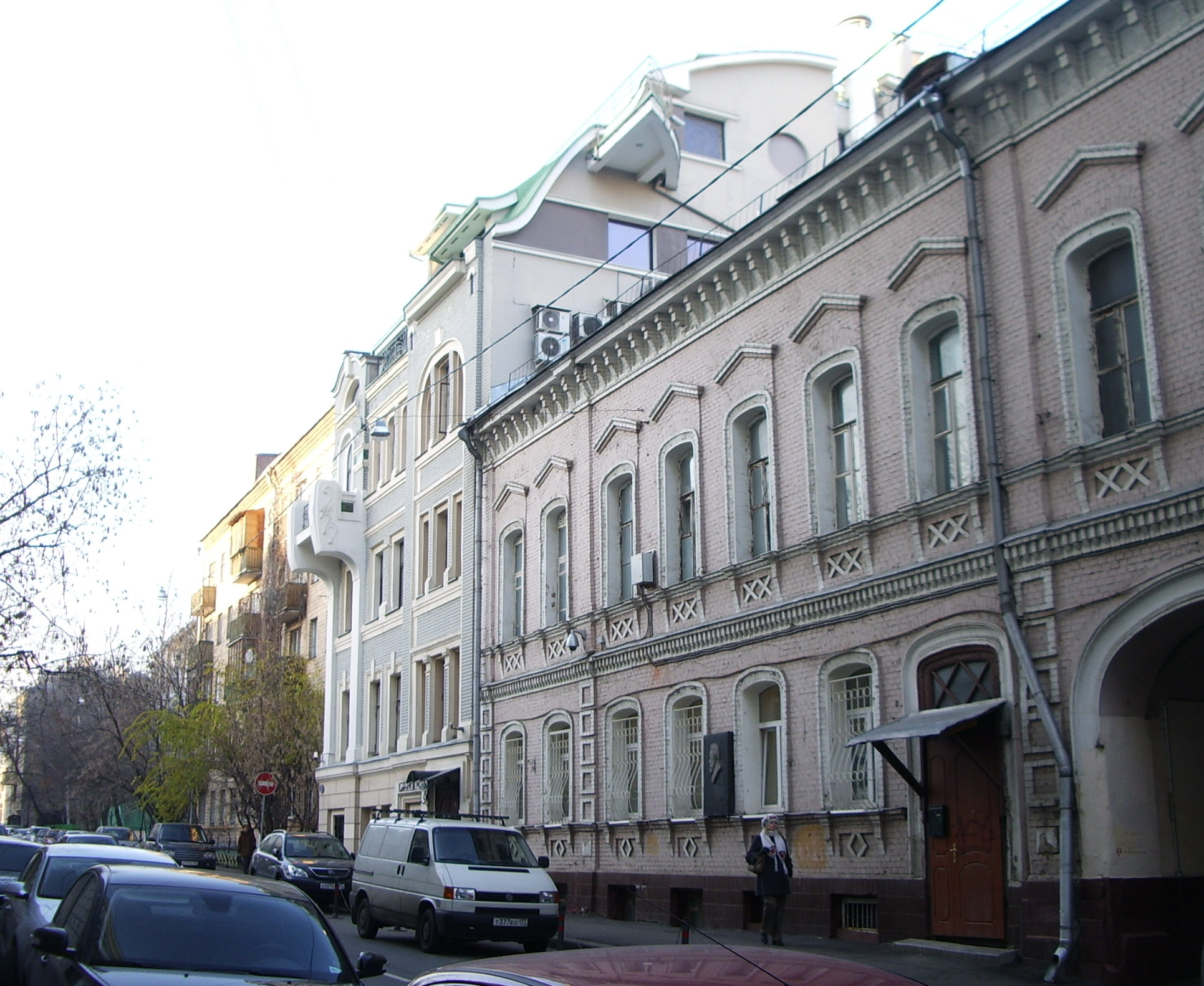
Хлебный пер., 6, 8, 10 (справа налево)

- № 2/3 (дом № 3 по Мерзляковскому переулку) объединяет 6 строений. Строение 1 — пятиэтажный жилой дом, реконструированный в 2006 году. Во время реконструкции произошло обрушение перекрытия между 1 и 2 этажами. На первом этаже на углу — продуктовый магазин.

№ № 2/3, строения 3-5 — наиболее старый дом переулка, называемый «усадьба Камынина» или «усадьба Забелиных». Памятник архитектуры XVIII—XIX веков (фото вверху).
Ротмистр Л. И. Камынин, в 1758 году приобрел у своего близкого родственника, князя Г. А. Щербатова за 150 рублей земельный участок и начал постройку каменного здания. Данных о проекте не сохранилось. Очевидно, около 1770 года был построен двухэтажный главный (средний) дом и не сохранившийся полностью правый угловой флигель, в 1778 году — левый флигель. Флигели — также двухэтажные, но значительно меньшей высоты. Фасады выполнены в строгом стиле раннего классицизма, с прямоугольными обрамлениями вокруг окон.
При пожаре 1812 года от здания остается кирпичный остов. В 1815 г. участок покупает купец М. П. Забелин. В ходе перестройки 1821—1823 гг. на фасаде главного здания добавлен довольно скромный портик с 4 коринфскими полуколоннами.
В XIX веке часть усадьбы сдавалась внаём. В 1865 г. в доме находилась редакция «Московской газеты», которую издавал московский краевед Н. П. Бочаров. Флигель снимали: артист балета Адам Павлович Глушковский (1793—около 1870), филолог И. Ф. Калайдович, учитель рисования, знакомый А. С. Пушкина Иосиф Иосифович Вивьен (Joseph Vivien de Châteaubrun, 1793—1852), художник Александр Сергеевич Ястребилов (1793-после 1834) и др.
В конце XIX — начале XX вв. строения принадлежали М. Н. Поповой, в них располагалась частная гимназия. В 1920-е годы в зданиях размещалась средняя школа, затем часть факультета общественных наук Московского университета. В настоящее время — институт США и Канады РАН.
- Следующий дом № 4 не сохранился. На этом месте до пожара 1812 года был деревянный дом, который в 1809 году снимал Сергей Львович Пушкин, отец поэта. В доме, построенном после войны, жил профессор словесности Московского университета Пётр Васильевич Победоносцев (1771—1843) и его сын, профессор права в университете, Обер-прокурор Синода К. П. Победоносцев (1827—1907). С 1908 года в доме жил историк Р. Ю. Виппер, а затем его сын, искусствовед Б. Р. Виппер.
- № 6а — деревянный одноэтажный дом постройки 1830 года, памятник культуры. Здесь в 1902—1925 гг. жил и работал композитор и дирижёр Н. Р. Кочетов (1864—1925), в 1902—1951 годах — его сын, композитор Вадим Николаевич Кочетов (1898—1951).
- № 6 — двухэтажный кирпичный дом (1868 г.), построен по проекту архитектора К. В. Гриневского (1825—1885). В доме в 1911—1923 годах жил и работал один из основоположников научной географии Д. Н. Анучин. На фасаде установлена мемориальная доска. Его ученик, А. С. Барков, в 1911—1925 годах был директором школы в соседнем переулке. В настоящее время находятся редакция журнала «Филателия», офис НПКО «Интертехпрогресс».
- № 8 — Четырёх-пятиэтажный доходный дом протоиерея К. И. Богоявленского в стиле модерн построен в 1903 году архитектором В. В. Шервудом[6].

В 1997—1998 годах реконструирован с надстройкой двухуровневого пентхауса с зимним садом (Архитекторы 19-й мастерской ГУП «Моспроект-2» Александр Рафаилович Асадов (род. 1951), Петр Завадовский, Елена Частнова, инженеры Е. Кондратов, С. Чуриков). Со стороны дворового фасада подвешен остеклённый эркер в виде сужающегося книзу усечённого конуса. Проект был выполнен для владельца рекрутинговых компаний Анатолия Наумовича Купчина (1947—2008). Эта реконструкция на заповедной территории вызывало неоднозначную реакцию москвичей..
- № 10 — пятиэтажный двухподъездный кирпичный жилой дом (1960). Построен одновременно с домом № 7 по Скатертному переулку.

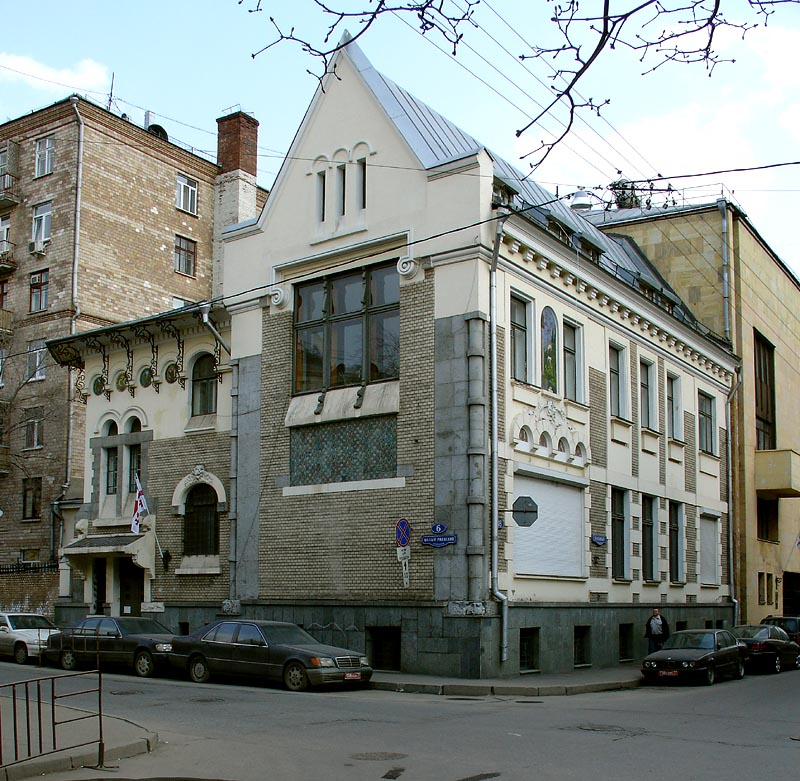
Собственный дом архитектора С. У. Соловьева (№ 18)

- № 14 — 5(6)-этажный кирпичный 1-подъездный жилой дом РЖСКТ «Кооперативный работник»[13] по проекту архитектора И. А. Германа (1926). В деревянном доме, располагавшемся на его месте, в 1860-х годах жил офицер-декабрист Ф. Г. Вишневский (1799—1865). В новом доме №14, сданном к ноябрю 1927 года, до своей смерти жил (был прописан[14]) архитектор А. З. Гринберг (1881—1938). В настоящее время дом принадлежит ЖСК с тем же названием — «Кооперативный работник». Квартиры выставляются на продажу.
- № 18/6 (дом № 6 по Малому Ржевскому переулку) — бывший собственный дом архитектора Сергея Устиновича Соловьева (1859—1912). Построен в 1901—1902 годах (архитектор С. У. Соловьев, скульптор Н. А. Андреев, художник М. В. Якунчикова[15]).

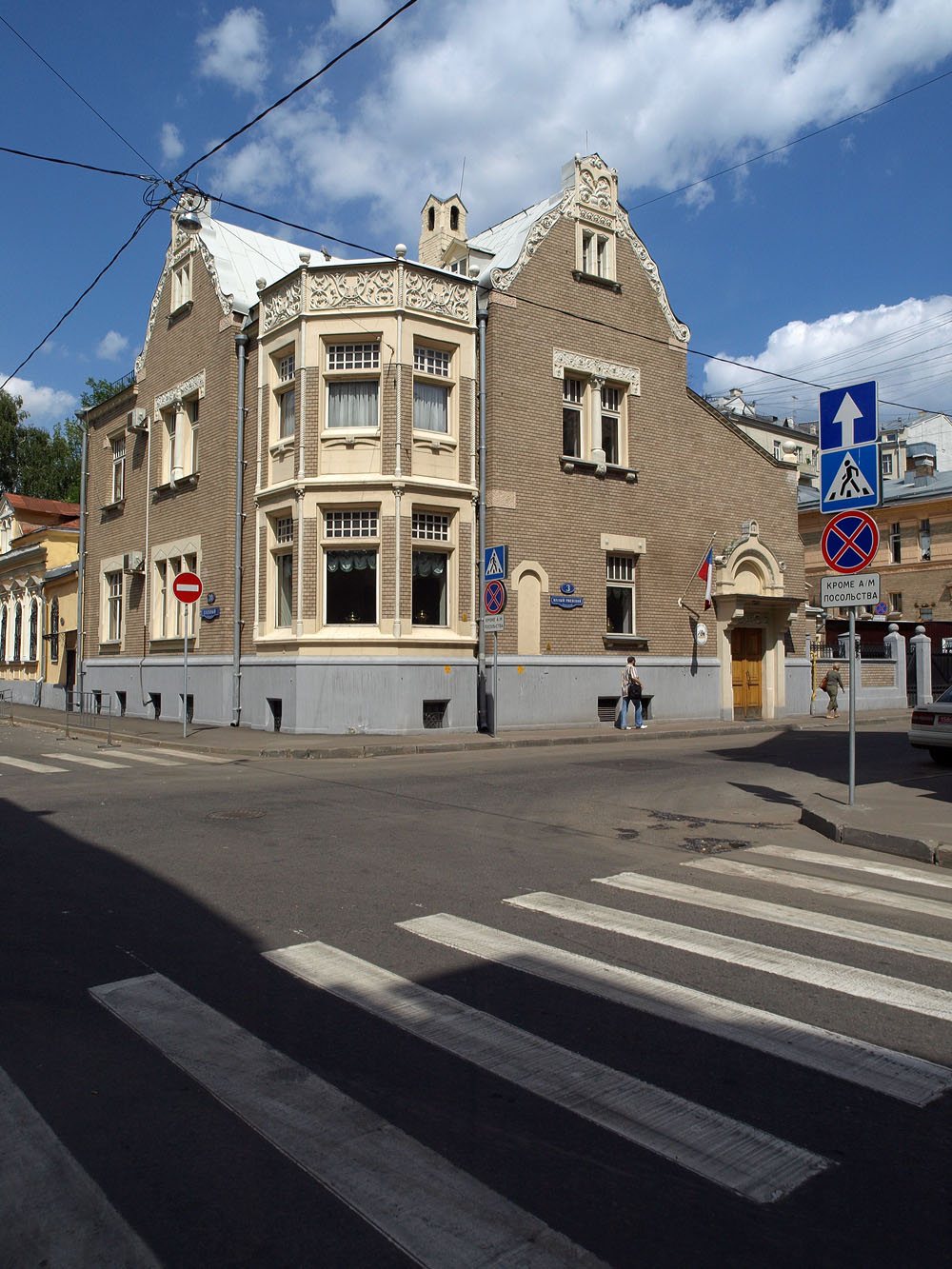
Особняк золотопромышленника И. И. Некрасова (№ 20/3)

Асимметричное здание, в целом соответствующее стилю «модерн», состоит из углового дома и боковой пристройки. Основная часть вытянута вдоль Хлебного переулка и напоминает западноевропейский жилой дом с готической крышей. На уровне второго этажа — декоративное панно. Торцевой фасад орнаментирован керамической плиткой. Такая же отделка у боковой пристройки, в которой размещен главный вход, прикрытый большим карнизом. В оформлении использованы каменные изображения пантеры, летучей мыши и совы.
Ранее в здании размещалось посольство Грузии, но, после войны 2008 года и последовавшего разрыва дипломатических отношений с Грузией, в здании находится дипломатическая миссия Швейцарии, представляющая интересы Грузии в России и России в Грузии соответственно.
- № 20/3 (№ 3 по Малому Ржевскому переулку) — особняк сибирского золотопромышленника И. И. Некрасова со служебным флигелем и оградой. Построен в 1906 году в стиле «модерн» с известным влиянием неоготики архитектором Р. И. Клейном[17]. Угловой особняк имеет два равнозначных фасада, между которыми вырастает многогранный застеклённый объём — предтеча «стеклянных стаканов» конца XX века. Фасады богато декорированы. В настоящее время — резиденция посла Чили.

И. И. Некрасову принадлежал также соседний дом 3/19 на углу Малого Ржевского и Скатертного переулков. В его усадьбе Райки́ Московского уезда Московской губернии (ныне Щёлковский район Московской области) также был возведен дом с восьмигранной башенкой (ок. 1900, архитектор Лев Николаевич Кекушев).
- № 22 — одноэтажный деревянный дом с мезонином (1858), принадлежал вдове титулярного советника Е. К. Фадеевой. В настоящее время здесь расположена творческая студия Заслуженного художника России, профессора, кандидата наук Анатолия Петровича Смоленкова, а в мансарде — мастерская художницы Людмилы Михайловны Кухарук.
- № 24 — двухэтажный жилой дом постройки 1926 года (снесён в августе 2021 ради строительства "элитного" дома).

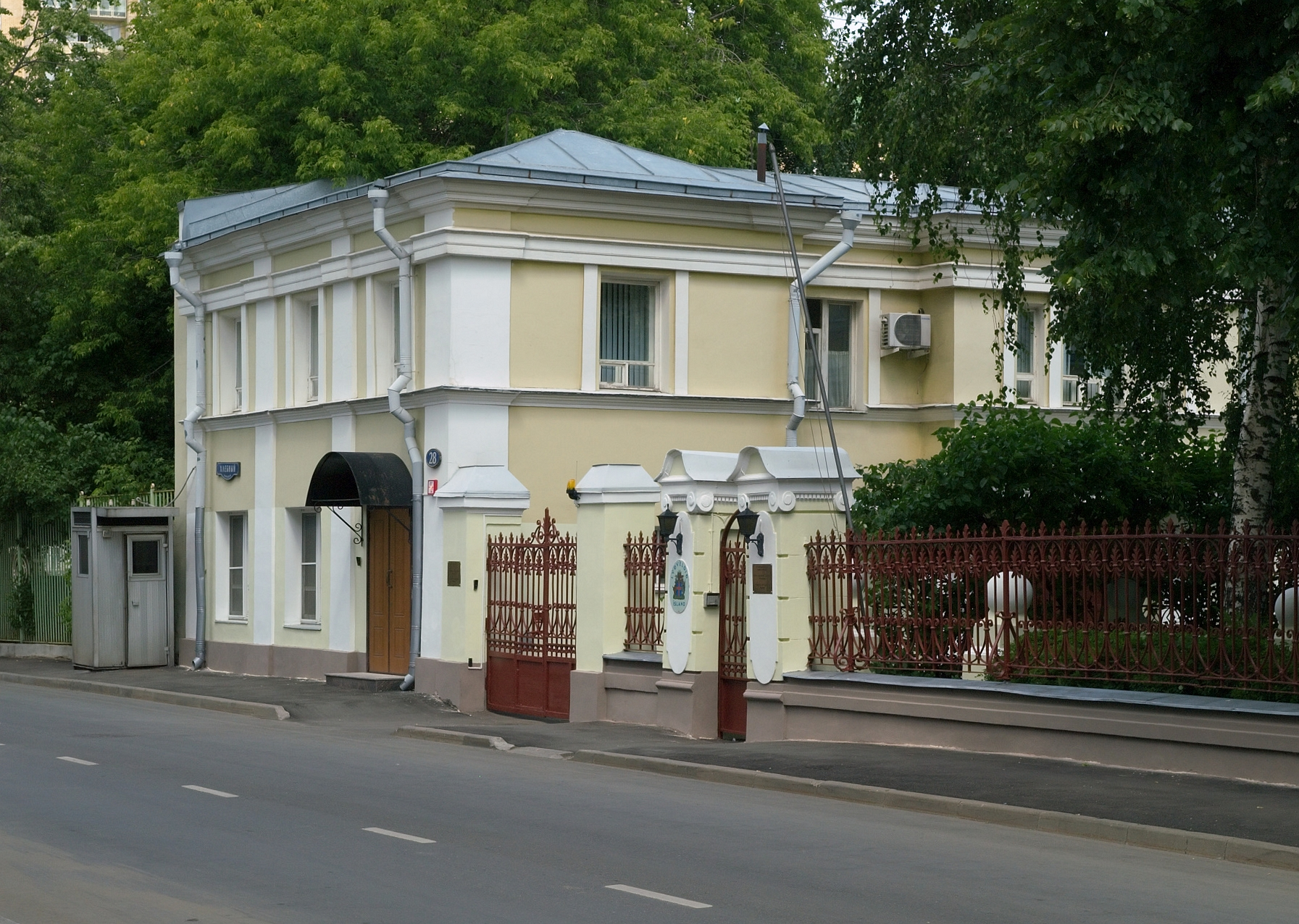
Хлебный пер., 28

- № 26 — пятиэтажный дом, декорированный лепниной. Первоначально построены два этажа (1904, архитектор К. Ф. Буров), затем ещё два. В 1990-е годы дом реконструирован, достроен мансардный этаж. В 1948—1968 годах жил Маршал Советского Союза В. Д. Соколовский, на доме установлена мемориальная доска (1983, архитектор Н. Н. Миловидов)[19]. Стр. 1 — в 2002 году передано НПО «Астрофизика».
- № 28 — одноэтажный особняк с флигелями и палисадником был построен в 1815 году в стиле «ампир», перестраивался в 1887, 1991, 1909 годах архитекторами И. Н. Елагиным, В. А. Мазыриным, А. Н. Зелигсоном[20]. На фасаде выполнены плоские пилястры. В 1887 году дом был существенно перестроен, в центре установлен эркер с большими окнами, увенчанный полукруглым фронтоном с картушем, на котором был изображён герб нового владельца. Выполнена чугунная решётка ограды.

В этом доме провели последние годы жизни композитор и театральный деятель А. Н. Верстовский (1799—1862) и его жена, бывшая крепостная актриса Надежда Васильевна Верстовская (Репина) (1809—1867).
В 1935—1941 годах в доме размещалась резиденция военного атташе Германии генерал-майора Эрнста Кёстринга. Российские спецслужбы официально признали, что НКВД за несколько месяцев до войны установил в его резиденции подслушивающие устройства. Внутреннее убранство особняка реставрировано. В 1944—2011 годах в здании располагалось посольство Исландии в России. После началась реконструкция. В настоящее время посольство Исландии в России вернулось обратно.

## В литературе
```
Мой старый дворик - край целебный -

Останусь я навечно твой.

Столовый, Скатертный и Хлебный

Мой Мир, хрустальный и живой.
[
24
]
```